# Gibberella pulicaris
Espèce
Gibberella pulicaris est une espèce de champignons ascomycètes de la  famille des Nectriaceae. C'est un agent phytopathogène, qui est l'un des champignons responsables de la fusariose de la pomme de terre.

## Synonymes
- Botryosphaeria pulicaris,
- Fusarium sambucinum,
- Gibbera pulicaris,
- Nectria pulicaris,
- Sphaeria pulicaris.